# Sławno (powiat gnieźnieński)
Sławno – wieś w Polsce położona w województwie wielkopolskim, w powiecie gnieźnieńskim, w gminie Kiszkowo.
Jarosław Bogoria Skotnicki lokował Sławno na prawie magdeburskim w 1356, akt lokacyjny spłonął prawdopodobnie wraz z pożarem archiwaliów gnieźnieńskich w 1512. Sławno jeszcze w XVII wieku określane było "miastem" (oppidum).
Wieś duchowna, własność Klasztoru Jezuitów w Poznaniu pod koniec XVI wieku leżała w powiecie gnieźnieńskim województwa kaliskiego. W latach 1975–1998 miejscowość należała administracyjnie do województwa poznańskiego. Znajduje się tu również szkoła z oddziałem przedszkolnym i biblioteka. Wieś jest położona na terenie Lednickiego Parku Krajobrazowego oraz w pobliżu Szlaku Piastowskiego. Znajdują się tu ostoje ptactwa wodnego – Stawy Kiszkowskie. Przez miejscowość biegnie też Szlak kościołów drewnianych wokół Puszczy Zielonka.

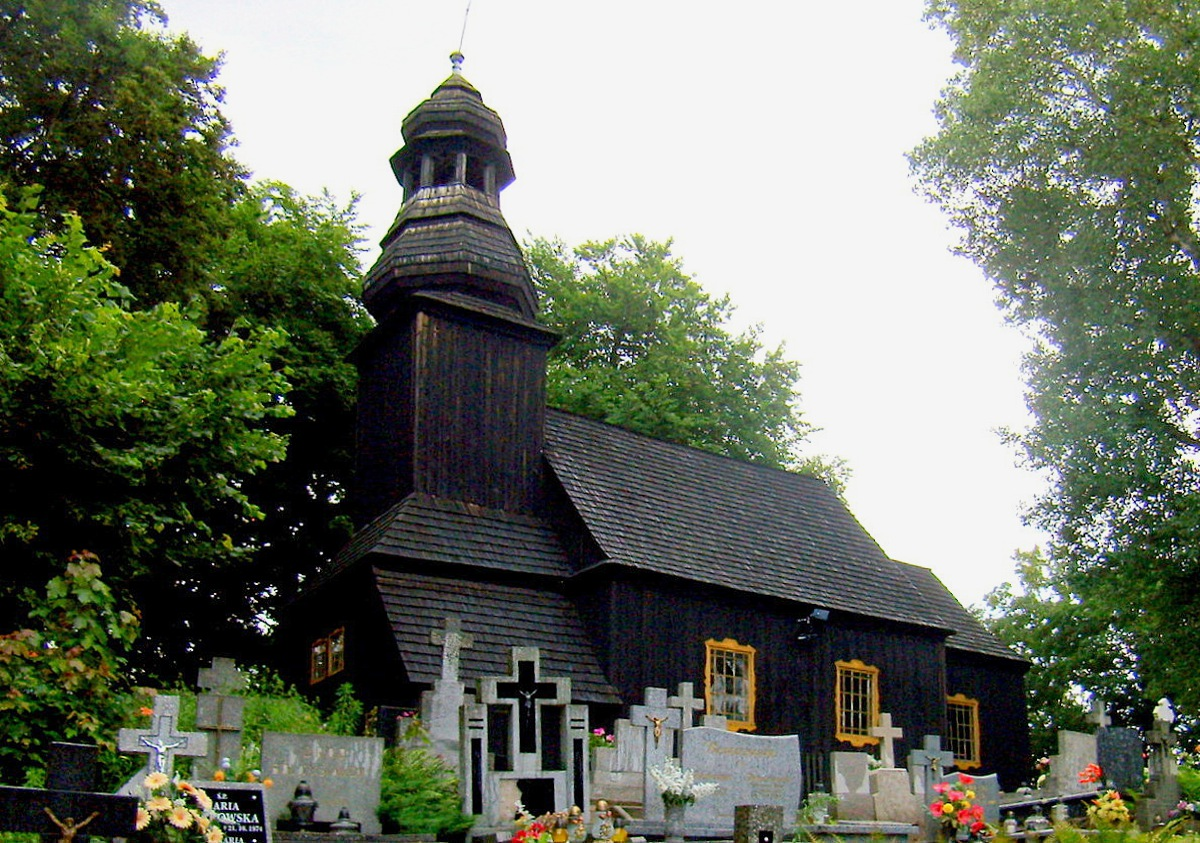
Kaplica cmentarna św. Rozalii

Historia – 1071 rok pleban Albertus. W 1219 roku Sławno zostało zajęte przez księcia wielkopolski Władysława Laskonogiego, a 1 kwietnia 1235 roku wieś została oddana arcybiskupom gnieźnieńskim przez księcia wielkopolski Władysława Odonica. W 1253 roku odbywa się spotkanie na którym został wybrany nowy biskup poznański Piotr, następca Bogufała II. W 1331 roku wieś została spalona przez Krzyżaków. We wsi znajduje się kościół św. Mikołaja wybudowany w 1844 roku z kaplicą św. Jana Nepomucena ufundowaną w 1776 roku przez dziedziców Sławna Mikołaja i Teodora Węsierskich oraz kaplica cmentarna drewniana św. Rozalii z 1785 roku, ufundowana przez ks. Józefa Sztoltmana.